# Военная торговля

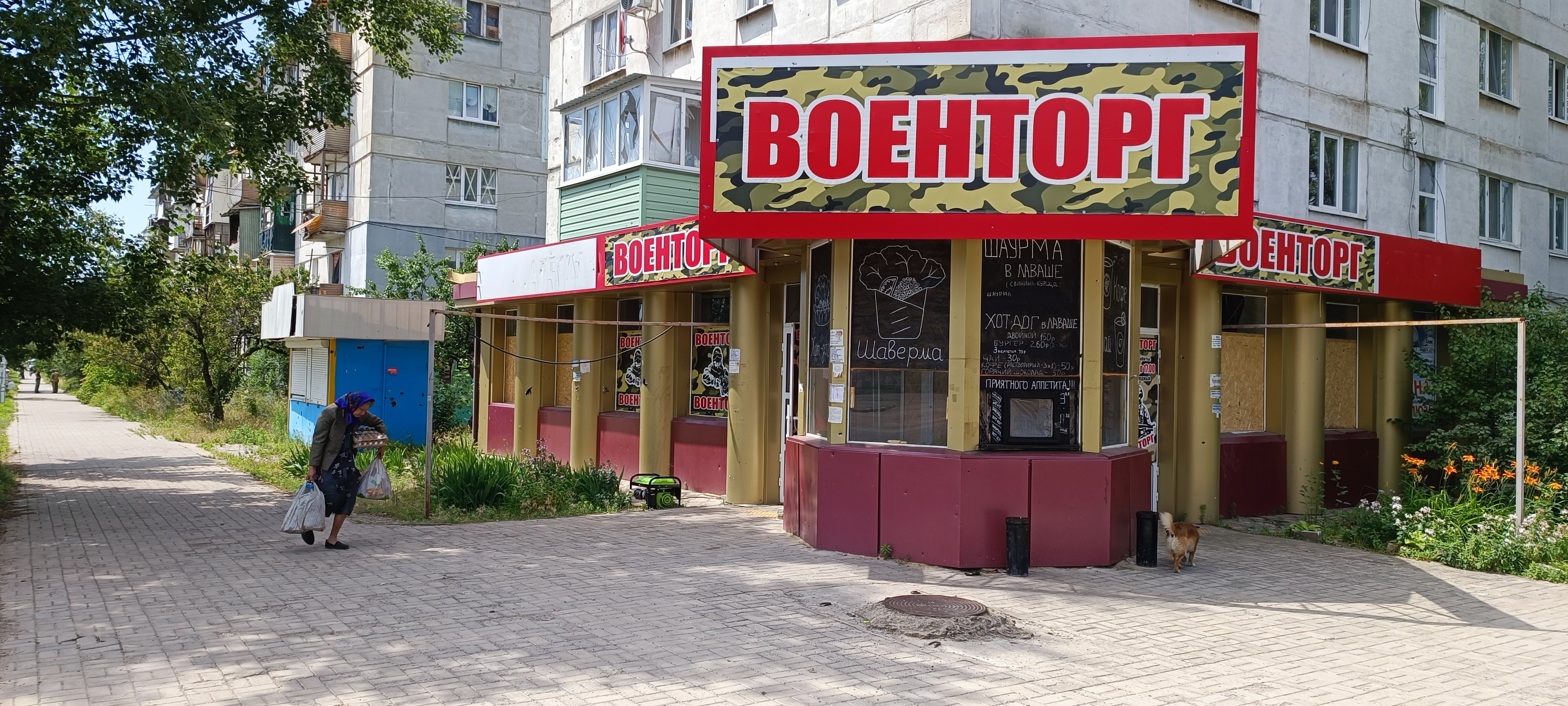
Военторг в г. Рубежное, Луганская область. Июль 2023 год.

Военная торговля — система торгово-бытового обеспечения военнослужащих, а также их семей. Российская система военной торговли носит официальное название Главное управление торговли Министерства обороны Российской Федерации (ГУТ Минобороны России), а в разговорной речи сокращенно называется военторг.
Основными задачами военной торговли являются:
- торгово-бытовое обеспечение войск (сил) на полевых учениях, манёврах и в лагерях, а также в зонах конфликтов и чрезвычайных ситуаций;
- обеспечение товарами и услугами военнослужащих и членов их семей в отдаленных и малочисленных гарнизонах и в закрытых административно-территориальных образованиях.

Главным звеном в военной торговле являются войсковые и солдатские магазины на закрытой территории воинских частей, обеспечивающие товарами повседневного спроса военнослужащих и членов их семей, а также личный состав подразделений. Кроме продажи товаров, структуры военной торговли имеют в своей сети ателье для пошива повседневного и парадного обмундирования, фотоателье, мастерские по пошиву и ремонту обуви, часовые мастерские, прокатные пункты.
Для снабжения дальних гарнизонов и небольших воинских частей, где содержание постоянного пункта торговли экономически нецелесообразно, используются выездные торговые пункты — торговые пункты на морских судах, на средствах малой авиации, на грузовых автомобилях (так называемые автолавки). На 2017 год в соединениях и воинских частях, дислоцированных на территории России и за ее пределами, функционирует более 2300 объектов «Военторга».